# Amegilla stantoni
Amegilla stantoni es una especie de abeja excavadora perteneciente al género Amegilla, categorizada en la tribu Anthophorini, de la subfamilia Apinae.
Fue descrita científicamente por el naturalista inglés Theodore Dru Alison Cockerell en 1911. Aparece registrada y publicada en una sección de Some Asiatic Bees of the Genus Anthophora. The Entomologist, Vol. 44, No. 578 de 1911.

## Distribución
La especie se distribuye por Asia, en Filipinas.